# Azucena Hernández Palmero
Azucena Hernández Palmero (España, siglo XX) es una emprendedora española, fundadora y CEO de EUROCYBCAR y del Grupo CYBENTIA e inventora del primer test en el mundo que mide y certifica el nivel de ciberseguridad en un vehículo.

## Biografía
Nació en una familia de artesanos, con un entorno de personas emprendedoras.Licenciada en Ciencias de la Información por la Universidad Complutense de Madrid.

### Trayectoria profesional
En 1990, empezó como ayudante de redacción en el Diario Sol, ese mismo año pasó a la sección del motor.
En 1996, en Estados Unidos, fue record-woman de velocidad en la Saab Talladega Challenge.En 2024 tenía más de 30 años de experiencia probando vehículos y sistemas tecnológicos en circuitos y carreteras de todo el mundo.Creó y dirigió proyectos empresariales con publicaciones líderes en kiosco, en el sector del motor como Car&Driver, El Mundo del Automóvil o Autofácil, entre otros.En su etapa más vinculada al periodismo, en concreto en 2013, abogaba por la necesidad de que los vehículos debían ser ciberseguros y así lo reflejó en la portada de la que, en aquel entonces, era la revista líder del motor en España (Autofácil).
En 2018, fundadora y CEO  del Grupo CYBENTIA,y de EUROCYBCAR en 2019,liderando la ciberseguridad aplicada a la movilidad.Inventora del Test  Eurocybcar en 2018,que en 2024 estaba en proceso de patente internacional. Este test, aplicando la metodología ESTP, mide y certifica el nivel de ciberseguridad de un vehículo, que junto con AENOR, lo emitió en 2022 como el primer certificado de ciberseguridad en vehículos del mundo. También creó HackerCar, el primer medio de comunicación digital especializado en Ciberseguridad y Automoción.
Es una de las cien mujeres referentes en ciberseguridad, según el libro "Hacking gender barriers: Europe’s top cyber women".En 2024, se dio el hecho inusual de que Forbes la incluyera en su ranking en tres ocasiones.

## Premios y reconocimientos
- En 2024, reconocimiento en el ranking de Forbes, como "changemakers".[9][13]
- En 2024, Forbes la incluye entre las 35 mujeres españolas líderes en tecnología.[2]
- En 2023, fue premiada en Álava como mujer al talento femenino. AMPEA.[14]
- En 2021, Forbes la incluyó como "changemahers".[15]